# Peter McLane
 (novembre 2022).
Il peut être nécessaire de l'améliorer pour respecter le principe de neutralité de point de vue. Veuillez consulter la page de discussion pour plus de détails.

 (mars 2021).
Vincent Reichenauer, alias Peter McLane, Peter MacLane ou Vincent Sinclair, né le 13 décembre 1945 à Chamonix-Mont-Blanc, est un chanteur et artiste plasticien français.
Il est connu notamment pour avoir représenté Monaco au Concours Eurovision de la chanson 1972 à Édimbourg, avec la chanson Comme on s'aime interprétée en duo avec Anne-Marie Godart.

## Biographie
Né à Chamonix en 1945, Peter McLane se concentre sur une carrière de chanteur. Durant 25 ans, il enchaîne scènes, plateaux TV et galas. En 1972, il représente Monaco au Concours Eurovision de la Chanson en duo avec Anne-Marie Godart. Membre de la SACEM produit par Philips Records, en découleront une dizaine de disques.
Par la suite, il se tourne vers l'art plastique. Membre de l'ADAGP Paris et de la Maison des Artistes, il réalise en 1988 ses premières images de synthèse pour les firmes Dassault, Aérospatiale, Sony Music, Renault, Lucent Technologies, BAC Film et plusieurs agences de publicité. Travaillant dans son studio parisien durant 10 ans, il allie sa passion de chercheur à celle de technicien. Exerçant ses talents de Nouvel argonaute, il assure plusieurs commandes sur les cinq continents.
Souvent récompensé et sponsorisé par de grandes marques, il inaugure le Premier Salon du Multimédia à la Foire de Paris en 1999, lors de la présentation des premiers grands écrans plasma. Son style artistique est influencé par de grands maîtres tels que Max Ernst, Tanguy, Jérome Bosch, Klimt, Delacroix, Ingres, Chardin, Dali et Félicien Rops. En 2009, il participe à la Biennale de Florence. En 2010, il obtient le prix de Grand Master of Digital Painting au MOCA (Muséum of Computer Art à New-York).

## Discographie

### Singles
- 1970 : C'est trop facile (en tant que « Vincent Reichenauer »)
- 1971 : Jesus Cristo (en tant que « Peter MacLane »)
- 1972 : Comme on s'aime (en duo avec Anne-Marie Godart)
- 1973 : Clementina
- 1974 : Un autre amour (en tant que « Vincent Sinclair »)
- 1974 : La Colère (en tant que « Vincent Sinclair »)
- 1977 : Rendez-vous d'amour (en tant que « Peter MacLane »)
- 1984 : Frenchie Café (en tant que « George and Priscilla Jones »)
- 1986 : You Are My Destiny

## Expositions artistiques (liste non exhaustive)
1994: Ken Club à Paris
1995 : Invité par FUJI pour la première exposition de peinture numérique à TOKYO
1995: Salon Télécom à Genève avec Philips International
1995: Salon Proseg l'Art dans l'entreprise
1995: The French Art of Living à Dubaï Trade Center, Privat exhibition Royal Abjar Hotel
1996: Presse Club de France Avenue d'Iéna à Paris présentation playback sur écran plasma
1996: Miromesnil Fine Art Gallerie à Paris
1996: Espace Trianon à New York D&D Building
1996: Galerie Interactive TV Plein Cable Issy les Moulineaux
1996: Première vente aux enchères vendue par M Cornette de Saint Cyr
1997: Espace VIP EUROSTAR SNCF à Paris
1997: Expo pour les milles jours avant l'An 2000 Théatre des Champs Elisées
1997: Ouverture de la première galerie d'art numérique à Honfleur galerie Le pas sage et galerie de la Plaisance
1998: Consultant à l'Université  Léonard de Vinci à Nanterre
1998: Galerie Peter mc Lane , rue Grande à St Paul de Vence
2000: Galerie MMF à Grenoble, Galerie Il Vicolino Santa Margerita Italie,
2001: Exposition Palais des congrès à Antibes
2001/2005 : Atelier Galerie PeterMc Lane à Vallauris
2004: Museum of Computer Art “MOCA“ à New York
2004: Première Cotations de Drouot Dictionnaire
2005: Exposition Sofitel à Cannes 1 prix de peinture
2006: Salon Oasis, Osaka Japon
2007: Salon de l'Evénementiel à Cannes sue Ecrans Plasma
2008: Galerie Artemis à St Paul de Vence
2009: Exposition avec Galerie Art Seiller au Mas D'Artigny St Paul
2009: Galerie EspaceGalerie à Bruxelles  Belgique
2009: Exposition à la Biennale de Florence Italie
2010: Exposition Galerie Françoise Gollong St Paul
2010/2011 : Exposition Galerie ArtEmotion à Lausanne Suisse
2011: Galerie Egrégore à Lyon France
2011: Galerie 770 Rue Dauphine à Paris
2011: Galerie Regard à Ste Maxime
2012: Galerie Joel Guyot à St Paul
2012: Light Gallery à Londres Angleterre
2013: Franchementart à Villefranche sur Mer
2013: Gemluk Art à Monaco
2014: BaseArt à Frégus
2014: Exposition Art Contemporain à Théoule
2015: Artlif Galerie à Saint Raphaë
2015: Art3f Nicel
2016 : Salons ART3F à Mulhouse, Toulouse, Paris, Metz, Montpellier, Nantes, Nice et Lyon, aux côtés des artistes
2016 : Grande tournée ART3F dans plusieurs grandes villes de France
2017 : Salons français ART3F
2018 : Galerie Fabrice Ponchon
2018 : Salons français ART3F
2019 : Exposition au Musée Simon Segal à Aups ;
2019 : Salons français ART3F ;
2020 : Enigmart à Mougins
2021 : Galerie Vassilisa à ROYAN
2022 : Vintage Road à Cadeuil
2022 : Les Puces de Royan